# Incoronazione di spine (Bosch Londra)

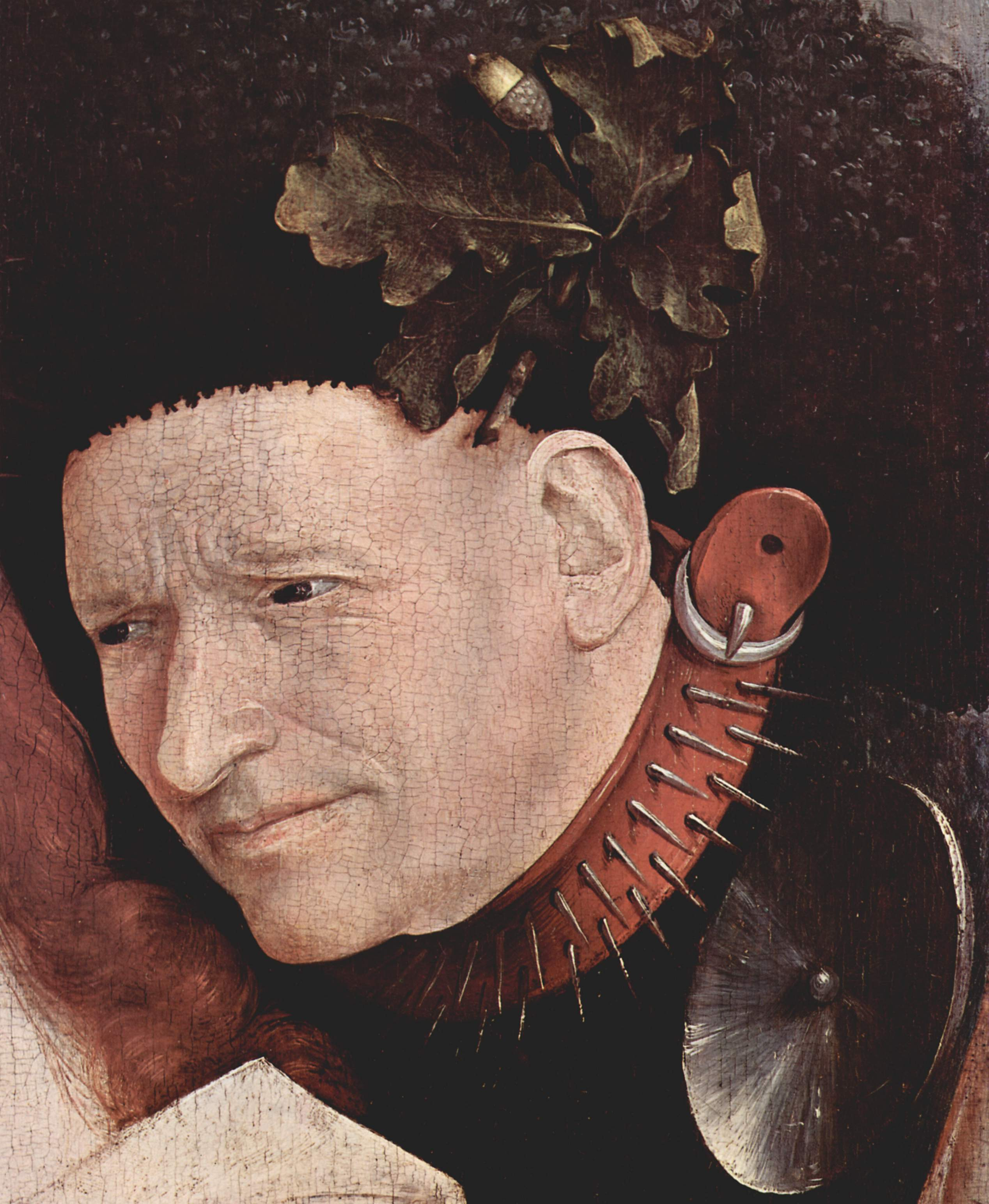
Dettaglio

L'Incoronazione di spine, o Cristo deriso, è un dipinto a olio su tavola (73,7x58,7 cm) di Hieronymus Bosch, databile al 1485 circa e conservato nella National Gallery di Londra.

## Storia
Il dipinto si trovava nella collezione Magniac di Colworth nel 1892, poi passò nella collezione Barberini fino al 1934, quando fu venduta alla National Gallery di Londra.
Come per la maggior parte delle opere di Bosch, la datazione non è unanimente accettata. Vermet, a partire dalle analisi dendrocronologiche, la datò intorno al 1479-1485; Larsen la considera del 1475-1480; Cinotti propose gli anni 1508-1509.

## Descrizione e stile
L'opera non è in un buon stato di conservazione, a causa dei numerosi restauri e ridipinture. Mostra, con un campo particolarmente stretto, la figura di Cristo in piedi, tagliata poco sotto il bacino e circondata da quattro aguzzini dai volti grotteschi e maligni: un uomo, forse un soldato romano, con una freccia-spatola infilzata nel turbante verde che, con l'armatura al braccio, pone la corona di spine; uno con un enorme cappello di laniccio con un rametto di quercia appuntato, che indossa un singolare collare chiodato (simbolo di bestialità), un disco paraspalla metallico e tiene in mano un bastone, guardando Cristo in cagnesco e poggiandogli una mano sulla spalla; un vecchio con una veste blu e un velo rosso in testa, con la mezzaluna musulmana e la stemma dell'ebraismo sul riverso (simboli dei nemici del Cristianesimo), che regge un bastone e tocca le mani di Cristo, guardandolo con un'espressione di insana fissità; un ultimo uomo di mezza età in basso a destra con un capperone nero e una veste rossa, che sta allungando le braccia per chiudere il sudario che avvolge Cristo.
In mezzo a tanta enfasi di sguardi e gesti (che seguono un ritmo centrifugo, accuratamente calibrato) Cristo appare impassibile nel suo candore e rivolge uno sguardo, dolce e rassegnato, verso lo spettatore, che è portato ad immedesimarsi nelle sue pene, secondo le direttive della devotio moderna. Ciò è evidenziato dalla vicinanza dei protagonisti, secondo un'iconografia già usata da Hugo van der Goes e Hans Memling.
Le figure, di profilo e tre quarti per gli aguzzini, frontale per Cristo, hanno una notevole monumentalità e sono rappresentate con ampi campi di colore, in cui sono esplorati i diversi riflessi della materia, dal metallo lucido, all'opacità delle stoffe.

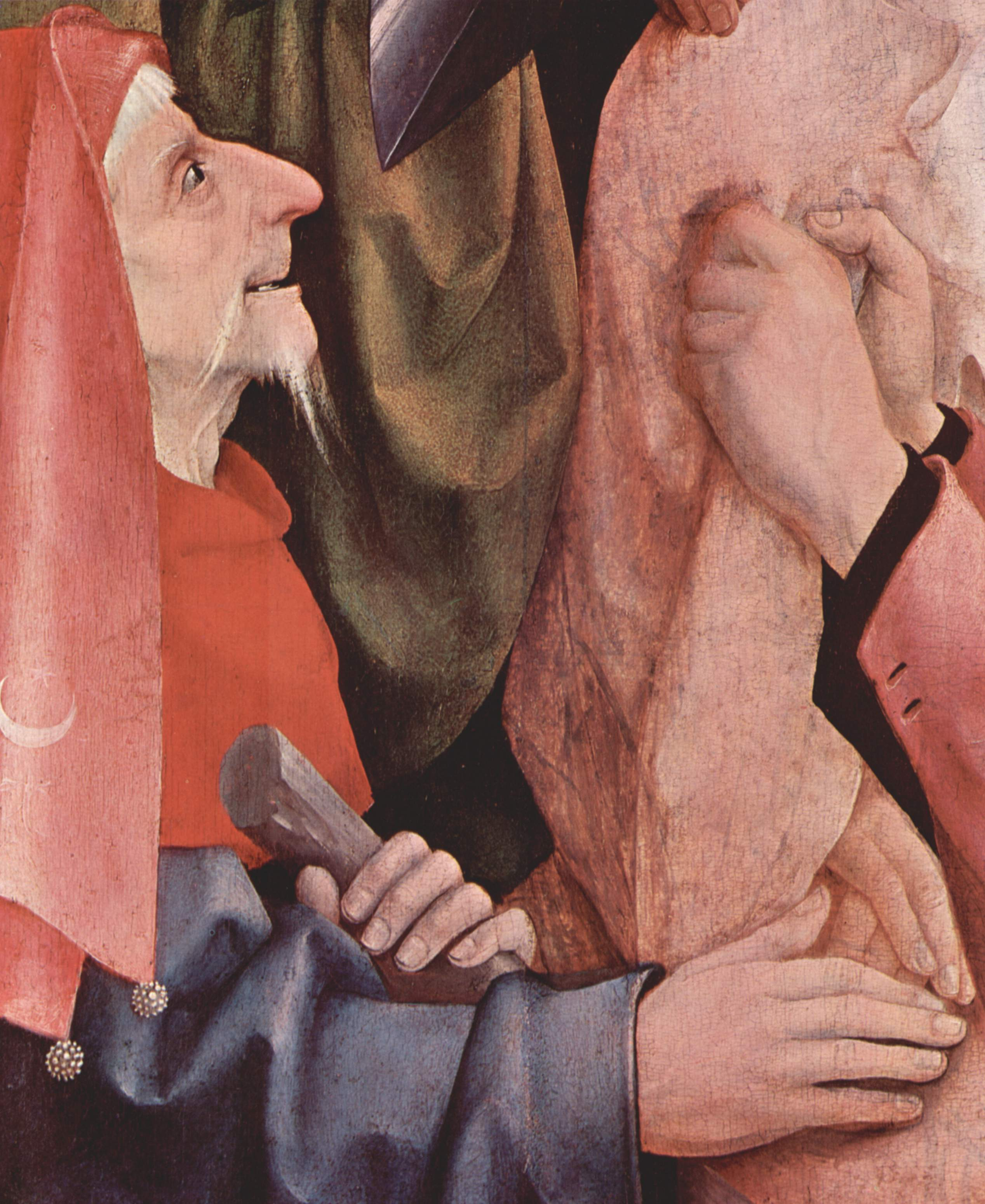
Dettaglio